# Liste des sites Ramsar au Malawi
Cet article recense les zones humides du Malawi concernées par la convention de Ramsar.

## Statistiques
La convention de Ramsar est entrée en vigueur au Malawi le 14 mars 1997.
En janvier 2020, le pays compte 2 sites Ramsar, couvrant une superficie de 2 863,56 km2.

## Liste
| Site                 | District         | Notes | Date             | Superficie (km²) | Altitude (m) | Identifiant Ramsar | Identifiant WDPA | Coordonnées                      | Photo |
| -------------------- | ---------------- | ----- | ---------------- | ---------------- | ------------ | ------------------ | ---------------- | -------------------------------- | ----- |
| Lac Chilwa           | Zomba            |       | 14 novembre 1996 | 2 248,00         | 622          | 869                | 145538           | 15° 15′ sud, 35° 45′ est         |       |
| Marais Éléphant (en) | Chikwawa, Nsanje |       | 1er juillet 2017 | 615,56           | 44 - 60      | 2308               | 555624877        | 16° 21′ 29″ sud, 35° 00′ 58″ est |       |